# La Vieille (roman)
Pour les articles homonymes, voir La Vieille et Vieille.
La Vieille est un roman psychologique de Georges Simenon, publié en 1959.
L'action se situe à la fin des années 1950 à Paris (Ile Saint-Louis). Le roman évoque quatre femmes qui s'épient mutuellement, pour aboutir au drame d’une communicabilité, impérieuse mais difficile, entre deux protagonistes qui se ressemblent trop en dépit de la différence d’âge. Le récit fait de nombreux retours en arrière, surtout dans les confidences de Juliette Viou. 
Simenon écrit ce roman en janvier 1959, à Noland, Échandens (canton de Vaud), Suisse.

## Personnages
- Juliette Viou : la « Vieille », veuve après trois mariages ; grand-mère de Sophie Emel.
- Sophie Emel : 27 ans, célibataire, pilote et parachutiste.
- Lélia : jeune chanteuse de cabaret, séparée de son mari, amie de Sophie.
- Louise : bonne de Sophie.

## Résumé
Le récit comporte huit chapitres.
Le commissaire de police Charon vient solliciter l'aide de Sophie Emel : la grand-mère de Sophie, qu'elle a perdu de vue depuis longtemps, se refuse farouchement à quitter l'immeuble dont la démolition est prévue par le plan d'assainissement du quartier Saint-Paul. Elle menace, si on l'y contraint, de se jeter par la fenêtre ; il s'agit de la décider à partir.
La grand-mère accepte de « faire son coin » chez sa petite-fille. Sophie, vedette sportive très connue, mène une vie indépendante et quelque peu bohème. Elle héberge chez elle une jeune artiste, Lélia. Une bonne, Louise, est au service des deux femmes. 
L'arrivée de la Vieille fait apparaître des traits communs entre Juliette Viou et Sophie : un penchant pour la boisson, le caractère indépendant, etc. Une nuit, Sophie ramène des amis chez elle et utilise la provision de conserves que la Vieille gardait pour son usage personnel. Prise de remords, elle vient le lendemain lui présenter des excuses, qui se révèlent bien inutiles. C'est alors que la fierté de la grand-mère se met à craquer, lorsque sans raison apparente, elle ranime son passé qu'elle mêle au présent avec une lucidité impitoyable qui inquiète et effraie Sophie.
Les deux femmes, après cette scène pénible, vont se mesurer à travers leurs entretiens. La Vieille jalouse l'indépendance de sa petite-fille qu'elle cherche à intéresser à elle et à ce qu'elle a été. Lélia fera les frais de ce duel : ne pouvant supporter Juliette, elle se dispute avec Sophie et s'en va.
Il ne faudra pas longtemps pour que, saoules l'une et l'autre, Sophie fasse avouer à la Vieille la manière dont elle a provoqué la mort de son grand-père, malade tyrannique qu'elle a « endormi » par une dose trop forte de calmants. À l'aube, on retrouve sur le trottoir le corps de la grand-mère : elle s'est jetée par la fenêtre. Elle a mis à exécution ses menaces du début du roman.

## Éditions
- Prépublication en feuilleton dans le mensuel La Revue de Paris, n° 7-10, juillet-octobre 1959.
- Édition originale : Presses de la Cité, 1959.
- « Tout Simenon », tome 10, éd. France Loisirs, 1990, pages 219 à 328  (ISBN 2-7242-6094-5), réédité chez éd. Omnibus, 2002 .
- Livre de Poche, n° 31769, 2010  (ISBN 978-2-253-13397-1).
- Romans durs, tome 10, Omnibus, 2013  (ISBN 978-2-258-09397-3).
- Romans durs, tome 10, Omnibus, 2023  (ISBN 978-2-258-20267-2).

## Source bibliographique
- Maurice Piron, Michel Lemoine, L'Univers de Simenon, guide des romans et nouvelles (1931-1972) de Georges Simenon, Presses de la Cité, 1983, p. 204-205  (ISBN 978-2-258-01152-6)